# Хам (Ајфел)
Хам (њем. Hamm) општина је у њемачкој савезној држави Рајна-Палатинат. Једно је од 235 општинских средишта округа Ајфелкрајс Битбург-Прим. Према процјени из 2010. у општини је живјело 19 становника. Посједује регионалну шифру (AGS) 7232046.

## Географски и демографски подаци
Хам се налази у савезној држави Рајна-Палатинат у округу Ајфелкрајс Битбург-Прим. Општина се налази на надморској висини од 113 метара. Површина општине износи 1,7 km². У самом мјесту је, према процјени из 2010. године, живјело 19 становника. Просјечна густина становништва износи 11 становника/km².